# Alexis Peña
Alexis Francisco Peña López (ur. 13 stycznia 1996 w Culiacán) – meksykański piłkarz występujący na pozycji środkowego obrońcy, reprezentant Meksyku, od 2022 roku zawodnik Necaxy.